# Bleu de Gex
De Bleu de Gex AOP is een Franse kaas, geproduceerd in de streek Haut Jura, in de departementen Jura en Ain. De kaas wordt ook wel de Bleu de Septmoncel of de Bleu du Haut-Jura genoemd. De kaas is een van de 44 Franse kazen die het roodgele Europese AOC/AOP-keurmerk, dat sinds januari 2012 het AOC-label vervangt, mag voeren.
Volgens de overlevering was de Bleu de Gex rond 1530 de favoriete kaas van Keizer Karel V, als graaf van Bourgondië de toenmalige heer van de streek. De productie van de kaas gaat terug tot de 13e eeuw, naar de introductie van kaasmaaktechnieken door de monniken van de benedictijner abdij van Saint Claude.
De Bleu de Gex is sinds 1935 een beschermde kaas met het AOC-keurmerk. Sinds 1996 is Bleu de Gex door de EU erkend als beschermde oorsprongsbenaming (AOP); daarom mag, om verwarring te voorkomen, sinds 2012 de aanduiding AOC niet meer op de etiketten staan.
De kaas wordt gemaakt van de melk van de koeien, van het runderras Montbéliard, die in de hoge weiden van de Jura lopen. De grote diversiteit van de planten daar geeft de melk en dus ook de kaas een typisch eigen smaak.
Na het verzamelen van de melk wordt het stremsel toegevoegd en wordt de melk verwarmd tot 27°C. Dan wordt ook blauwschimmel van het soort Penicillium glaucum voor de blauwe aders toegevoegd. Na 2 uur stremmen wordt de wrongel gesneden tot stukjes ter grootte van een erwt. De wrongel wordt afgegoten in de vormen. Het afgieten wordt versneld door het regelmatig keren van de vormen. Onder in de vorm staat in reliëf het woord "GEX", wat vervolgens in de kaas terug te vinden is. Het zouten vindt droog plaats gedurende 4-6 dagen. De kaas wordt dan in een ruimte bij 25°C behandeld. Tijdens de rijping van 1-3 maanden wordt de kaas eenmaal per twee dagen gekeerd en wordt de kaas "geprikt" om de blauwschimmel van zuurstof te voorzien. Rijping vindt plaats in een kelder bij een temperatuur van 12°C en een vochtigheidsgraad van 80%.
Het resultaat is een kaas met een vrij zachte smaak. De kaas is wit tot ivoorkleurig, de blauw-groene aders zijn redelijk evenredig verdeeld over de kaasmassa. De korst is wit-geel, iets korrelig. De kaas heeft geen sterke geur, maar een karakteristieke smaak met een vleugje noten er in.